# Piosenki Paryża
Piosenki Paryża – album nagrany przez Orkiestrę Smyczkową Ryszarda Damrosza i wokalistów: René Glaneau oraz Irenę Malkiewicz-Domańską. Nagrania zarejestrowano w 1955. 10" LP wydany został przez Polskie Nagrania „Muza” (L 0034).

## Muzycy
- Orkiestra Smyczkowa Ryszarda Damrosza
- René Glaneau – śpiew (B1 – B4)
- Irena Malkiewicz – śpiew (A4)

## Lista utworów
Strona A
| 1. | "Serenada" – slowfox (muz. Wiesław Machan)                                     |  |
|    |                                                                                |  |
| 2. | "Czarne róże" – tango (muz. Tadeusz Kozłowski)                                 |  |
|    |                                                                                |  |
| 3. | "Neony" – tango (muz. W. Stryjkowski)                                          |  |
|    |                                                                                |  |
| 4. | "Przysięgałam wiele razy" – foxtrot (muz. W. Valdi, sł. Aleksander Rymkiewicz) |  |
|    |                                                                                |  |
Strona B
| 1. | "Moulin Rouge" – wolny walc (muz. Georges Auric, sł. Jacques Larue)                          |  |
|    |                                                                                              |  |
| 2. | "Martwe liście" – slowfox "Les feuilles mortes" (muz. Joseph Kosma, sł. Jacques Prévert)     |  |
|    |                                                                                              |  |
| 3. | "Madeleine" – walc (muz. O. Kollmann, sł. Hubert Ithier)                                     |  |
|    |                                                                                              |  |
| 4. | "Pszczółka i motylek" – beguine "L'abeille et le papillon" (muz. Henri Salvador, sł. J. Pon) |  |
|    |                                                                                              |  |